# Черзута (Потенца)
Черзута (итал. Cersuta) је насеље у Италији у округу Потенца, региону Базиликата.
Према процени из 2011. у насељу је живело 201 становника. Насеље се налази на надморској висини од 61 м.